# Dipodomys elator
Dipodomys elator је врста глодара из породице кенгур-пацова (Heteromyidae).

## Распрострањење
Ареал врсте је ограничен на једну државу. Сједињене Америчке Државе су једино познато природно станиште врсте.

## Станиште
Станиште врсте су умерено травнати екосистеми, саване и жбуновита вегетација.

## Угроженост
Ова врста се сматра рањивом у погледу угрожености врсте од изумирања.